# Couche d'inversion
Une couche d'inversion est une couche d'air dont le gradient de température est positif, c'est-à-dire que celle-ci croît avec l'altitude.
Une telle couche peut se trouver à n'importe quelle altitude et son épaisseur peut aller de quelques centaines à plusieurs milliers de mètres. Si elle se forme juste au-dessus du sol, elle emprisonne l'humidité et les polluants entrainant la formation de brouillard et de smog. Elle peut également se retrouver en altitude, en avant d'un front chaud par exemple, et limiter la formation et l'extension des nuages convectifs.

## Origine
En général, une couche d'inversion se produit dans un anticyclone ou à l'avant d'un front chaud. Elle peut survenir de quatre façons :
1. l’inversion de subsidence est une couche d'inversion causée par la descente et le réchauffement de l'air dans la colonne d'air au-dessus d'un anticyclone et qui peut se situer à n'importe quelle altitude
2. l'inversion nocturne est une couche d'inversion due au refroidissement de l'air près du sol durant la nuit, lorsque le ciel est dégagé, par rayonnement infrarouge. On retrouve souvent ce type de couche d'inversion pendant les nuits d'hiver dans un anticyclone
3. l'inversion d'advection se produit quand la masse d'air passe sur un sol plus froid comme sur une surface enneigée ou un cours d'eau froid qui refroidit la couche inférieure de l'air. Elle est plus marquée la nuit quand elle se combine à l'effet nocturne
4. l'inversion frontale se forme quand l'air chaud remonte un front chaud, n'arrivant pas à déloger l'air froid près du sol à l'approche d'une dépression.

## Effets
La couche d'inversion se comporte comme un véritable « couvercle ». La couche d'inversion comme les couches isothermes donne une grande stabilité à l'air qui s'y trouve ce qui limite donc l'extension verticale des nuages, emprisonne les polluants de l'air ambiant issu des cheminées et des pots d'échappement et canalise les ondes sonores et électromagnétiques.

### Accumulation des polluants
Lorsque l'inversion débute au sol, les nuages de type stratus ou la brume sèche (accumulation de poussières) qui s'y forment ressemblent à un tapis vu du dessus. La fumée de cheminée va s'étaler à la base de la couche d'inversion, ou bien la brume s'élevant d'un sol humide va stagner. En l'absence de vent suffisant pour rapidement disperser les polluants et si cette couche polluée est exposée aux UV solaires, de nombreux polluants photochimiques, dont l'ozone troposphérique peuvent y être produits et stagner. La couche d'inversion aggrave et fait durer les problèmes de pollution atmosphérique.

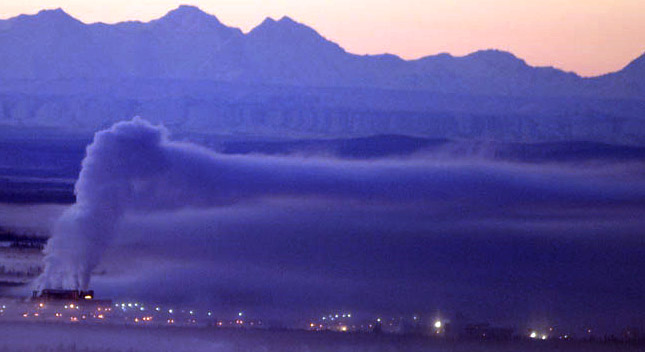
Couche d'air pollué bloqué par une couche d'inversion (Fairbanks, Alaska, 2005).
- Nappe de fumée grise stagnant au-dessus du sol, due à des conditions d'inversion atmosphérique
(Hauts-de-France, 25 février 2019).

### Inhibition de la convection

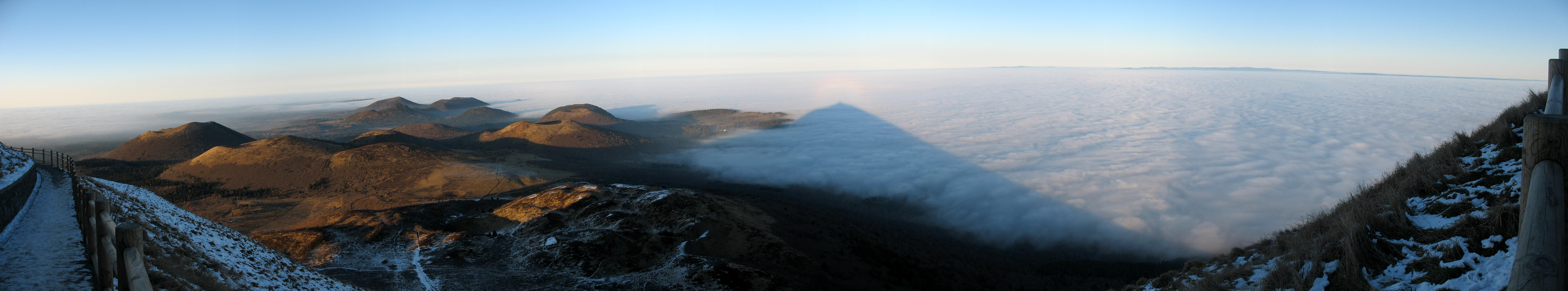
Nuages piégés sous une couche d'inversion, dans le Puy-de-Dôme.

Si la couche est en altitude mais que l'air est humide et instable sous celle-ci, elle deviendra le sommet des nuages qui s'y formeront. Ainsi, un anticyclone dont la subsidence n'atteint pas le sol présente souvent des stratocumulus sous son inversion par subsidence. Les bulles thermiques urbaines montent également jusqu'à la couche d'inversion, mais ne peuvent la franchir.
Si l'inversion vient à être rompue, par un phénomène météorologique comme le réchauffement diurne de surface ou mécanique comme le passage d'un creux barométrique, l'énergie accumulée est soudainement relâchée. Des nuages à forte extension verticale peuvent être engendrés qui donneront des averses ou des orages. De plus, l'écoulement laminaire de l'air peut devenir turbulent.

### Inversion marine
Une inversion marine se développe à la surface d'une grande étendue d'eau telle que l'océan, une mer ou un lac. Elle est généralement initiée par l'effet de refroidissement de la couche inférieure d'une masse d'air, par ailleurs chaude, passant sur l'eau. La couche peut s'épaissir par la radiation dans la couche marine en développement ou par l'approche d'une zone dépressionnaire. L'évaporation de la surface de l'étendue d'eau et le refroidissement dans la couche peuvent mener à la formation de brouillard par condensation ainsi que de stratus et stratocumulus maritimes au sommet.
Dans les zones côtières, l'inversion marine au large peut envahir l'intérieur des terres grâce au gradient de pression qui se développe à la suite du réchauffement diurne sur le continent, créant une brise de mer. Le brouillard et les nuages recouvrent alors les communautés côtières et persistent jusqu'à ce que la chaleur du soleil les évapore. Un système frontal ou un creux qui approche peut également entraîner la couche marine sur terre.
Une inversion marine se disperse et se brise en présence d'instabilité, comme à cause du passage d'un front froid, d'un creux barométrique ou de toute turbulence en altitude.

### Ondes acoustiques

La voix porte loin dans une zone d'inversion thermique.

L'atténuation des bruits est due à la compression élastique dans un gaz à pression constante. En situation normale, l'onde sonore se propage tout en s'élargissant, perdant graduellement de son intensité (atténuation géométrique) et par absorption du milieu traversé. Lorsqu'une inversion est présente près du sol, inversion matinale ou marine, le son s'élevant vers le haut passe graduellement d'une couche d'air caractérisé par une certaine densité à une autre de moindre densité, ce qui cause une réfraction,. Si l'inversion est très marquée, il peut y avoir réflexion totale vers le sol du son ce qui, en le concentrant, fait qu'il sera entendu beaucoup plus loin que la normale par effet de guide d'ondes. Dans ces conditions, un avion décollant en postcombustion, une explosion ou même la voix humaine pourront être entendus à plus grande distance.

### Ondes électromagnétiques

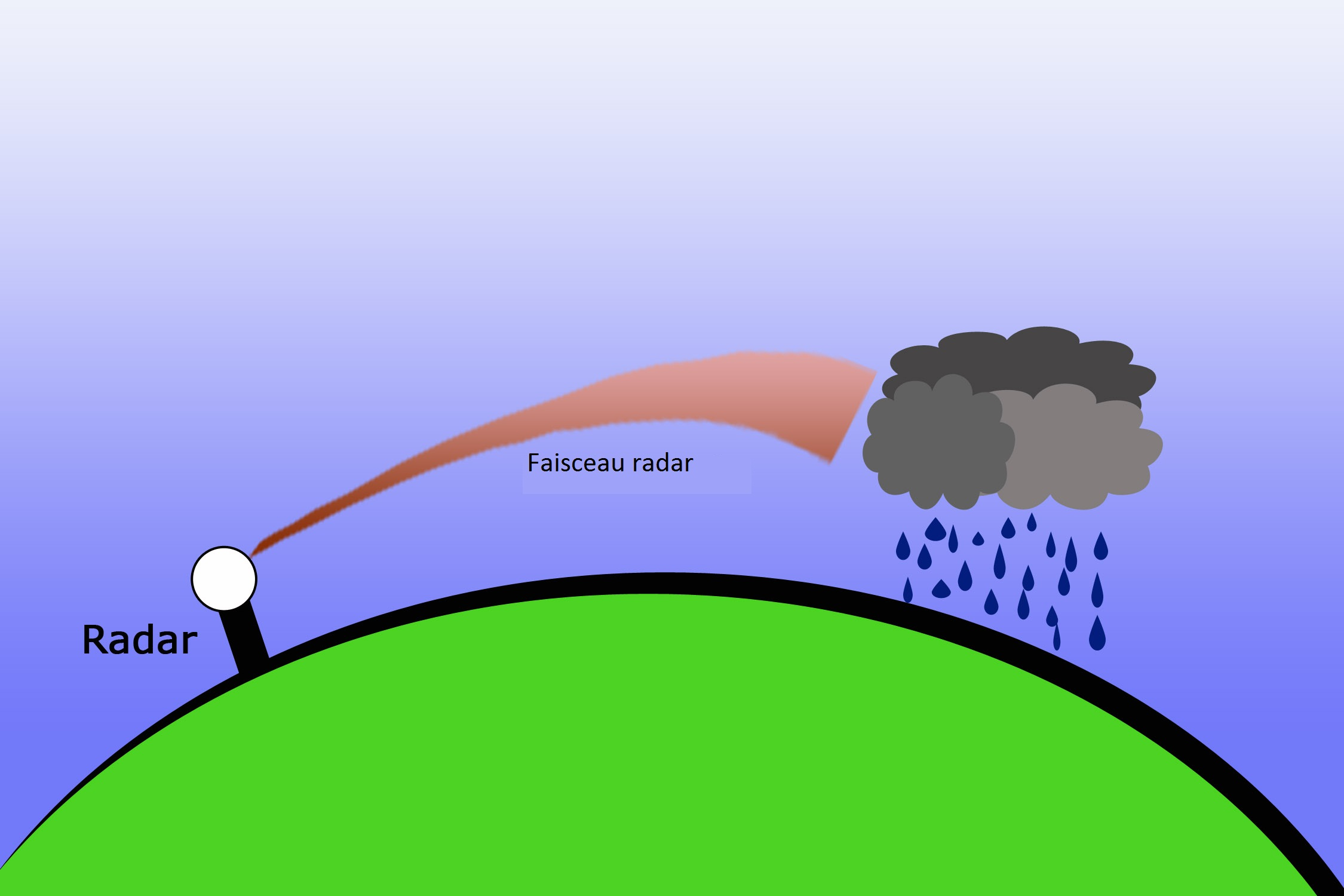
Suréfraction du faisceau radar qui peut noter des précipitations sous l'horizon

Comme pour les ondes sonores, les ondes électromagnétiques vont subir une réfraction quand la densité de l'air change. L'indice de réfraction (n) dans le vide est de 1 mais il varie dans l'air avec la température (T), la pression (p) et la pression de vapeur d'eau (e) selon la formule : 
{\displaystyle n=1+(77,6{\frac {p}{T}}+3,73\times 10^{5}{\frac {e}{T^{2}}})\times 10^{-6}}
Une onde électromagnétique se déplaçant dans une atmosphère standard où la température, l'humidité et la pression diminuent selon une courbe normale avec l'altitude, le calcul de sa position avec altitude devient une courbe et non une ligne droite. Dans les inversions de températures ou d'humidité, l'indice de réfraction diminue plus rapidement que la normale dans la couche ce qui fait recourber le faisceau radar vers le bas dans une propagation anormale,. Si l'inversion est près du sol, le faisceau frappe celui-ci à une certaine distance de l'émetteur puis retourne en partie vers ce dernier. Si l'inversion est en altitude, le faisceau se propage à très grande distance, l'inversion agissant comme un guide d'ondes.
Cet effet est utilisé par les télécommunications hertziennes pour étendre la portée du signal et noté sur les données radars comme un artefact. Il est même visible par tous dans le rayon vert, un phénomène optique de réfraction très rare qui peut être observé au lever ou au coucher du Soleil, et qui prend la forme d'un point vert visible un bref instant (quelques secondes) à son sommet, lorsqu'il frôle l'horizon. Un tel phénomène peut également être observé avec la Lune.

### Vol à voile
Une couche d'inversion est très défavorable à la pratique du vol à voile. Lors d'une inversion nocturne, la température peut s'élever lorsqu'on monte en altitude ce qui annihile toute convection thermique. En cours de journée, une inversion de subsidence limite fortement la production de boucles de convection thermique. En effet, de courtes ascendances peuvent se former à proximité du sol surchauffé ; elles perdront rapidement leur énergie à cause de l'air subsidant.